# Euphorbiales
Euphorbiales Lindl., 1833, nella classificazione tradizionale,  era un ordine di piante angiosperme (divisione Magnoliophyta) dicotiledoni (classe Magnoliopsida) che conteneva sei famiglie. I suoi membri sono attualmente classificati nell'ordine delle Malpighiales.

## Descrizione
Presentano fiori unisessuali, aclamidei o monoclamidei, con gineceo di tre carpelli saldati e chiusi, e una placentazione assiale, con 1-2 ovuli. Le loro relazioni filogenetiche sono state discusse fino all'applicazione di nuove tecniche molecolari: Cronquist le poneva in relazione con le Celastrales o con le Sapindales, avendo un gineceo con pochi carpelli e pochi ovuli, e inoltre, per la riduzione del perianzio e i fiori unisessuali, le includeva nella sottoclasse Rosidae. Thaktajan le imparentava con le Malvales (le euforbiacee plesiotipiche, “primitive”), che hanno corolle sviluppate con stami saldati in fascicoli o strutture tubulari, e frutti con carpelli che si separano alla maturità) per cui le includeva nella sottoclasse Dilleniidae.

## Tassonomia
Le famiglie precedentemente classificate tra le Euphorbiales sono:
- Buxaceae - 2 generi
- Daphniphyllaceae - 1 genere, Daphniphyllum, e 35 specie (la famiglia è classificata in Saxifragales)
- Euphorbiaceae - 71 generi
- Pandaceae - 4 generi, 28 specie
- Simmondsiaceae - 1 genere
- Aextoxicaceae - assegnata all'ordine Euphorbiales in alcuni sistemi vetusti, è adesso classificata tra le Berberidopsidales